# Реджеб Бекиров
Реджеб Бекиров е български революционер от турски или торбешки произход, деец на Вътрешната македонска революционна организация.

## Биография
Реджеб Бекиров е роден в ресенското село Царев двор, тогава в Османската империя, днес в Северна Македония. Баща му участва в Илинденско-Преображенското въстание от 1903 година, а брат му Фазлия емигрира в САЩ през 1921 година, където е активен член и подпредседател на МПО „Йордан Гюрков“, Лакавана, Ню Йорк. След попадането на селото в границите на Сърбия семейството е преследвано и ограбвано от сърби и сърбомани.
Реджеб Бекиров убива сръбския шпионин Тачо Таневски от Дърмени, след което е приет във ВМРО и до смъртта си служи на организацията.